# Hermbstaedtia fleckii
Hermbstaedtia fleckii là loài thực vật có hoa thuộc họ Dền. Loài này được Bak. & C. B. Cl. mô tả khoa học đầu tiên năm.